# Волфганг Йешке
Волфганг Йешке (на немски: Wolfgang Jeschke) е германски писател и редактор.

## Биография
Волфганг Йешке е роден през 1936 г. в чешкия град Дечин, а след 1945 г. живее в Асперг край Лудвигсбург. Завършва обучение по фина механика и работи в завод по машиностроене. През 1959 г. полага матура и започва да следва германистика, англицистика и философия в Мюнхенския университет. Придобива практически опит в издателска книжарница. През 1969 г. Йешке е назначен като редакторски асистент в „Kindlers Literatur Lexikon“, а после става и редактор.
След 1970 г. Волфганг Йешке успешно допринася за публикуването в немски превод на значителни текстове от областта на научната фантастика. Има голямо участие в издаването на многобройни антологии.
До края на живота си Йешке живее в Мюнхен като издател. Умира на 10 юни 2015 г.

## Творчество
Още с първия си роман „Последният ден на сътворението“, Волфганг Йешке се утвърждава като значим писател в областта на научната фантастика. Негови творби са преведени на много чужди езици, включително и на български.

### Романи
- 1981: Der letzte Tag der Schöpfung

Последният ден на сътворението, изд.: „Христо Г. Данов“, Пловдив (1985), превод: Виктория Аврамова-Майер
- 1989: Midas oder Die Auferstehung des Fleisches
- 1997: Meamones Auge
- 1997: Osiris Land
- 2005: Das Cusanus-Spiel
- 2013: Dschiheads

### Сборници с разкази
- 1970: Der Zeiter
- 1993: Schlechte Nachrichten aus dem Vatikan

Избрани разкази в три тома
1. 2006: Der Zeiter
2. 2008: Partner fürs Leben
3. 2011: Orte der Erinnerung

### Радиопиеси
- 1975: Der König und der Puppenmacher (Кралят и майсторът на кукли, Фантастика на ФРГ, Австрия и Швейцария, 1985)
- 1984: Wir kommen auf Sie zu, Mister Smith
- 1985: Sibyllen im Herkules, oder Instant Biester
- 1988: Jona im Feuerofen, oder Das versehrte Leben
- 1989: Cataract
- 1991: Midas, oder Die Auferstehung des Fleisches
- 1993: Der Wald schlägt zurück

### Библиографски трудове
- 1980: Lexikon der Science Fiction Literatur, 2 Bände
- 1988: Lexikon der Science Fiction Literatur
- 2003: Marsfieber

## Награди и отличия
- „Награда Курд Ласвиц“ за научна фантастика (многократно)
- Deutscher Science Fiction Preis за научна фантастика (многократно)